# Masaru Fukuhara
Masaru Fukuhara (普久原奨, Fukuhara Masaru), né le 15 octobre 1981 à Okinawa, est un coureur cycliste japonais.

## Palmarès et classements mondiaux

### Classements mondiaux
| Année         | 2008 | 2009 | 2014 |
| ------------- | ---- | ---- | ---- |
| UCI Asia Tour | 249e | 260e | 304e |